# Северовирджинская армия при Энтитеме
Во время сражения при Энтитеме Северовирджинская армия генерала Роберта Ли состояла из 10 пехотных дивизий, сведённых в два крыла. Армия Юга насчитывала от 35 тыс. к началу сражения до 52 тыс. Иногда встречается усреднённая оценка в 45 000.
Сам генерал Ли писал в рапорте, что армия насчитывала «менее 40 000 человек». Генерал Джон Гордон писал в мемуарах, что армия Севера насчитывала 60 000 человек, а армия Юга — 35 000. По статистике историка Джозефа Пьерро, корпус Лонгстрита насчитывал 17 146 человек, корпус Джексона — 14 584. Если добавить резервную артиллерию, то получится 32 851 человек. Это данные без учёта кавалерии, численность которой точно не известна, но обычно принимается за 4500 человек.
По подсчётам историков, в сражении при Энтитеме участвовали представители 24 национальностей. В частности, в составе 12-й южнокаролинской дивизии числилось некоторое количество индейцев катоба.

## Северовирджинская армия
Командующий: генерал Роберт Эдвард Ли

### Правое крыло
Командующий: генерал-майор Джеймс Лонгстрит
Дивизия генерал-майора Лафайета Маклоуза
- Бригада Джозефа Кершоу: 
  - 2-й Южнокаролинский пехотный полк: пк. Джон Кеннеди[англ.] (р), май. Франклин Гаиллард
  - 3-й Южнокаролинский пехотный полк: пк. Джеймс Нэнс
  - 7-й Южнокаролинский пехотный полк: пк. Дэвид Эйкен (р), кап. Джон Хард
  - 8-й Южнокаролинский пехотный полк: подпк. Эхелла Хул
- Бригада Хоуэлла Кобба
  - 16-й Джорджианский: подполковник Филип Томас
  - 24-й Джорджианский: майор Роберт Макмиллан (р)
  - Легион Кобба: подполковник Лютер Гленн
  - 15-й Северокаролинский пехотный полк: Подп. Уильям Макрей[англ.]
- Бригада Пола Семса
  - 10-й Джорджианский пехотный полк: май. Уиллис Хольт (р), кап. Уильям Джонстон (р), кап. Филологус Лоуд (р)
  - 53-й Джорджианский пехотный полк: подполковник омас Слоан (mw), кап. Самуэль Маршборн
  - 15-й вирджинский пехотный полк: кап. Эмметт Моррисон (р), кап. Эдвард Уиллис
  - 32-й вирджинский пехотный полк: Полковник Эдгар Монтегю
- Бригада Уильяма Барксдейла
  - 13-й Миссисипский пехотный полк: подполковник Кеннон Макэлрой
  - 17-й Миссисипский пехотный полк: подполковник Джон Файсер
  - 18-й Миссисипский пехотный полк: май. Джеймс Кэмпбелл (р), подполковник Уильям Льус
  - 21-й Миссисипский пехотный полк: кап. Джон Симс, полковник Бенжамин Хемфрис[6]
- Артиллерия майора Самуэля Гамильтона
  - Manly’s Battery (1st North Carolina, Battery A): кап. Бэзил Мэнли
  - Pulaski Artillery: кап. Джон Рид
  - Richmond Artillery: кап. Майлз Макон
  - Richmond Howitzers, 1-я рота: кап. Эдвард Маккарти
  - Troup Artillery: кап. Генри Карлтон

Дивизия генерал-майор Ричарда Андерсона
- Бригада Уилкокса (под ком. полковника Альфреда Камминга[англ.] (р), Хилари Герберта, Джеймса Кроу)
  - 8-й Алабамский пехотный полк: май. Хилари Герберта
  - 9-й Алабамский пехотный полк: май. Джеремия Джонстон (р), кап. Джеймс Кроу
  - 10-й Алабамский пехотный полк: кап. Джордж Уотли (†)
  - 11-й Алабамский пехотный полк: май. Джон Сандерс[англ.]
- Бригада Махоуна (под ком. полковника Уильяма Пархама)
  - 6-й Вирджинский пехотный полк: кап. Джон Ладлоу
  - 12-й Вирджинский пехотный полк
  - 16-й Вирджинский пехотный полк
  - 41-й Вирджинский пехотный полк
  - 61-й Вирджинский пехотный полк
- Бригада Фетерстоуна (под ком. полковника Кэрнота Посей)
  - 12-й Миссисипский пехотный полк: полковник Уильям Тейлор
  - 16-й Миссисипский пехотный полк: кап. Абрам Фелтус
  - 19-й Миссисипский пехотный полк: полковник Натаниель Харрис (р)
  - 2-й Миссисипский батальон: май. Уильям Уилсон (†)
- Бригада Льюиса Армистеда (после его ранения — полковник Джеймс Ходжес)
  - 9-й Вирджинский пехотный полк: кап. Уильям Ричардсон
  - 14-й Вирджинский пехотный полк: полковник Джеймс Ходжес
  - 38-й Вирджинский пехотный полк: полковник Эдвард Эдмондс
  - 53-й Вирджинский пехотный полк: кап. Уильям Поллард (†)
  - 57-й Вирджинский пехотный полк
- Бригада Роджера Приора
  - 14-й Алабамский пехотный полк: майор Джеймс Брум
  - 2-й Флоридский пехотный полк: полковник Уильям Бэллантин (р), лейт. Генри Гейгер
  - 5-й Флоридский пехотный полк: полковник Джон Хейтли (р), подполковник Томас Ламар (р), май. Бенжамин Дэвис
  - 8-й Флоридский пехотный полк: подполковник Джордж Коппенс (†), кап. Ричард Уоллер (†), кап. Уильям Байа
  - 3-й Вирджинский пехотный полк: полковник Джозеф Майо (р), подполковник Александр Келкотт
- Бригада Эмброуза Райта
  - 44-й Алабамский пехотный полк: подполковник Чарльз Дерби (†), майор Уильям Перри
  - 3-й Джорджианский пехотный полк: кап. Ройбен Нисбит (р), кап. Джон Джонс
  - 22-й Джорджианский пехотный полк: полковник Роберт Джонс (р), кап. Лоуренс Лаллерстедт (р)
  - 48-й Джорджианский пехотный полк: полковник Уильям Гибсон
- Артиллерия майора Джона Сондерса:
  - Donaldsonville Artillery: кап. Виктор Моурин
  - Norfolk Artillery: лейт. Чарльз Фелпс
  - Moorman’s Battery: кап. Марсалас Мурман
  - Portsmouth Artillery: кап. Кэри Граймс (†)
  - Dixie Artillery: кап. Уильям Чэпман

Дивизия бригадного генерала Дэвида Джонса
- Бригада Роберта Тумбса
  - 2-й Джорджианский пехотный полк: подполковник Уильям Холмс (†), май. Скидмор Харрия (р), кап. Эбнер Левис
  - 15-й Джорджианский пехотный полк: полковник Уильям Милликен (†), кап. Томас Джексон
  - 17-й Джорджианский пехотный полк: кап. Джон Макгрегор
  - 20-й Джорджианский пехотный полк: полковник Джон Камминг
- Бригада Томаса Дрейтона
  - 50-й Джорджианский пехотный полк: подполковник Френсис Кирс
  - 51-й Джорджианский пехотный полк
  - Легион Филипса
  - 15-й Южнокаролинский пехотный полк: полковник Уильям Де Сассёр
  - 3-й Южнокаролинский батальон: кап. Джордж Ганнелс
- Бригада Пикетта (под ком. Ричарда Гарнетта)
  - 8-й Вирджинский пехотный полк: полковник Эппа Хантон
  - 18-й Вирджинский пехотный полк: май. Джордж Кейбелл
  - 19-й Вирджинский пехотный полк: лейт. Уильям Вуд
  - 28-й Вирджинский пехотный полк: кап. Уильям Уингфилд
  - 56-й Вирджинский пехотный полк: кап. Джон Макфэйл
- Бригада Джеймса Кемпера
  - 1-й Вирджинский пехотный полк: кап. Джордж Ньютон, май. Уильям Палмер
  - 7-й Вирджинский пехотный полк: май. Артур Херберт
  - 11-й Вирджинский пехотный полк
  - 17-й Вирджинский пехотный полк: полковник Монтгомери Корсе (р)
  - 24-й Вирджинский пехотный полк: полковник Уильям Терри
- Бригада Мики Дженкинса (под ком. Джозефа Уокера) 
  - 1-й Южнокаролинский (Добровольческий): подполковник Дэниель Ливингстон (р)
  - 2-й Южнокаролинский винтовочный полк: полковник Роберт Томпсон
  - 5-й Южнокаролинский пехотный полк: кап. Томас Бэкхэм
  - 6-й Южнокаролинский пехотный полк: кап. Эдвард Кэнти (р)
  - 4-й Южнокаролинский батальон: лейт. Филд
  - Снайпера Пальметто: кап. Альфред Фостер (р), кап. Франклин Киркпатрик
- Бригада Джорджа Андерсона
  - 1-й Джорджианский пехотный полк (регулярный): полковник Уильям Мэгилл (р), кап. Ричард Уэйн
  - 7-й Джорджианский пехотный полк: полковник Джордж Кармайкл
  - 8-й Джорджианский пехотный полк: полковник Джон Тоуэрс
  - 9-й Джорджианский пехотный полк: подполковник Джон Моугер (р)
  - 11-й Джорджианский пехотный полк: май. Френсис Литтл[7]
- Артиллерия Уайза, кап. Джеймс Браун. (Батареи Стриблинга, Роджерса и Лика были оставлены в Лисберге)

Дивизия бригадного генерала Джона Уокера
- Бригады Ван Маннинга
  - 3-й арканзасский пехотный полк: кап. Джон Риди
  - 27-й Северокаролинский пехотный полк: полковник Джон Кук
  - 46-й Северокаролинский пехотный полк: полковник Эдвард Холл, подполковник Уильям Дженкинс
  - 48-й Северокаролинский пехотный полк: полковник Роберт Хилл
  - 30-й Вирджинский пехотный полк: подполковник Роберт Чеу (р)
  - Батарея Френча: кап. Томас Френч
- Бригада Роберта Рэнсома
  - 24-й Северокаролинский пехотный полк: подполковник Джон Харрис
  - 25-й Северокаролинский пехотный полк: полковник Генри Рутледж
  - 35-й Северокаролинский пехотный полк: полковник Матт Рэнсом[англ.]
  - 49-й Северокаролинский пехотный полк: подполковник Лерой Макаффи
  - Батарея Брэнча: кап. Джеймс Брэнч

Дивизия бригадного генерала Джона Худа
- Техасская бригада Уильяма Уоффорда
  - 18-й Джорджианский пехотный полк: подполковник Солон Рафф
  - Легион Хэмптона: подполковник Мартин Гэри
  - 1-й Техасский пехотный полк: подполковник Филип Уорк
  - 4-й Техасский пехотный полк: подполковник Бенжамин Картер
  - 5-й Техасский пехотный полк: кап. Айк Тернер
- Бригада полковника Эвандера Лоу
  - 4-й Алабамский пехотный полк: капитан Лоуренс Скраггс (р), кап. Уильям Роббинс
  - 2-й Миссисипский пехотный полк: полковник Джон Стоун (р), лейт. Уильям Муди
  - 11-й Миссисипский пехотный полк: подполковник Самуэль Батлер (†), майор Тальяферро Эванс (†)
  - 6-й Северокаролинский пехотный полк: майор Роберт Уэбб (р)
- Артиллерийская бригада майора Башрода Фробеля
  - German Artillery (Южнокаролинская): кап. Уильям Бачман
  - Palmetto Artillery (Южнокаролинская): кап. Хью Гарден
  - Rowan Artillery (Южнокаролинская): кап. Джеймс Рейли

Отдельная бригада генерала Натана Эванса
- 17-й Южнокаролинский пехотный полк: полковник Фитц Макмастер
- 18-й Южнокаролинский пехотный полк: полковник Уильям Уоллес
- 22-й Южнокаролинский пехотный полк: май. Миель Хилтон
- 23-й Южнокаролинский пехотный полк: лейт. Уайт
- Легион Холкомба: полковник Питер Стивенс
- Macbeth Artillery: кап. Роберт Бойс

Артиллерийский резерв:
- Артиллерийский батальон Джеймса Уалтона
  - 1-я рота: кап. Чарльз Скваерс
  - 2-я рота: кап. Джон Ричардсон
  - 3-я рота: кап. Маррит Миллер
  - 4-я рота: кап. Бенжамин Эшлеман
- Артиллерийский батальон Стивена Ли

### Левое крыло
Командующий: генерал-майор Томас Джексон
Дивизия генерала Александра Лоутона
- Бригада Лоутона (под ком. полковника Марселлуса Дугласа(†), майора Джона Лоува)
  - 13-й Джорджианский пехотный полк: кап. Кидд
  - 26-й Джорджианский пехотный полк
  - 31-й Джорджианский пехотный полк: подполковник Джон Кроудер (р), май. Джон Лоув
  - 38-й Джорджианский пехотный полк: кап. Уильям Бэттей (†), кап. Питер Бреннан
  - 60-й Джорджианский пехотный полк: май. Уотерс Джонс
  - 61-й Джорджианский пехотный полк: полк. Джон Ламар, май. Арчибальд Макрей (†)
- Бригада Джубала Эрли
  - 13-й Вирджинский пехотный полк: кап. Френк Уинстон
  - 25-й Вирджинский пехотный полк: кап. Роберт Лиллей[англ.]
  - 31-й Вирджинский пехотный полк: полк. Джон Хоффман
  - 44-й Вирджинский пехотный полк: кап. Дэвид Андерсон (р)
  - 49-й Вирджинский пехотный полк: полковник Уильям Смит, подполковник Джонатан Гибсон (р)
  - 52-й Вирджинский пехотный полк: полковник Майкл Харман
  - 58-й Вирджинский пехотный полк: кап. Генри Уингфилд[8]
- Бригада Тримбла (под ком. Джеймса Уокера) 
  - 15-й Алабамский пехотный полк: кап. Исаак Фейгин
  - 12-й Джорджианский пехотный полк: кап. Джеймс Роджерс (†), кап. Джон Карсон
  - 21-й Джорджианский пехотный полк: май. Томас Гловер (р), кап. Джеймс Нисбит
  - 21-й северокаролинский пехотный полк: кап. Миллер (†)
  - 1-й северокаролинский снайперский батальон (придан 21-му северокаролинскому полку)
- Бригада Гарри Хайса
  - 5-й Луизианский пехотный полк: полковник Генри Форно
  - 6-й Луизианский пехотный полк: полковник Генри Стронг (†)
  - 7-й Луизианский пехотный полк
  - 8-й Луизианский пехотный полк: подполковник Тревенион Левис (р)
  - 14-й Луизианский пехотный полк
- Артиллерия майора Альфреда Куртни
  - Батарея Джонсона: кап. Джон Джонсон
  - Louisiana Guard Artillery: кап. луис Д'Аквин

«Лёгкая дивизия», генерал Эмброуз Хилл
- Бригада Лоуренса Бранча, полк. Джеймс Лэйн
  - 7-й Северокаролинский пехотный полк: полковник Эдвард Хэйвуд
  - 18-й Северокаролинский пехотный полк: подполковник Томас Парди
  - 28-й Северокаролинский пехотный полк: полковник Джеймс Лэйн, май. Уильям Монтгомери
  - 33-й Северокаролинский пехотный полк: подполковник Роберт Хук[англ.]
  - 37-й Северокаролинский пехотный полк: кап. Уильям Моррис
- Бригада Макси Грегга
  - 1-й Южнокаролинский пехотный полк: полковник Дэниель Гамильтон
  - 1-й Южнокаролинский винтовочный: подполковник Джеймс Перрин (р)
  - 12-й Южнокаролинский пехотный полк: полковник Диксон Барнс (†), май. Уильям Маккоркл
  - 13-й Южнокаролинский пехотный полк: полковник Оливер Эдвардс
  - 14-й Южнокаролинский пехотный полк: подполковник Уильям Симпсон
- Бригада Джеймса Арчера
  - 5-й Алабамский батальон: кап. Чарльз Хупер
  - 19-й Джорджианский пехотный полк: майор Джеймс Нил
  - 1-й Теннессийский (Временной армии): полк. Питер Терней
  - 7-й Теннессийский пехотный полк: лейт. Джордж Ховард
  - 14-й Теннессийский пехотный полк: полковник Уильям С. Маккомб (р), подполковник Джеймс Локерт
- Бригада Уильяма Пендера
  - 16-й Северокаролинский пехотный полк: подполковник Уильям Стоув
  - 22-й Северокаролинский пехотный полк: май. Кристофер Коль
  - 34-й Северокаролинский пехотный полк: подполковник Джон Макдауэлл
  - 38-й Северокаролинский пехотный полк
- Бригада Джона Брокенбро
  - 40-й Вирджинский пехотный полк: подполковник Флит Кокс
  - 47-й Вирджинский пехотный полк: подполковник Джон Лиелл
  - 55-й Вирджинский пехотный полк: май. Чарльз Лоусон
  - 22-й Вирджинский батальон: май. Эдвард Тейлор
- Бригада Эдварда Томаса (находилась в Харперс-Ферри и не участвовала в сражении)
- Артиллерия подполковника Линдси Уокера
  - Pee Dee Artillery: кап. Дэвид Макинтош
  - Crenshaw's Battery: кап. Уильям Греншоу
  - Fredericksburg Artillery: кап. Картер Бракстон
  - Purcell Artillery: кап. Уильям Пеграм

Дивизия генерала Джона Джонса (В начале боя Джонс был ранен и сдал командование Старку; после смерти Старка командовал Григсби)
- Бригада Чарльза Уиндера (под ком. полковника Эндрю Григсби)
  - 4-й Вирджинский пехотный полк: подполковник Роберт Гарднер
  - 5-й Вирджинский пехотный полк: май. Азаэль Уильямс, кап. Кертис (р)
  - 27-й Вирджинский пехотный полк: кап. Френк Уильсон
  - 33-й Вирджинский пехотный полк: кап. Джекоб Голладей (р), лейт. Дэвид Уалтон
- Бригада Тальяферро (под ком. полковника Эдварда Уоррена)
  - 47-й Алабамский пехотный полк: полковник Джеймс Джексон, майор Жеймс Кэмпбелл
  - 48-й Алабамский пехотный полк: полковник Джеймс Шеффилд
  - 10-й Вирджинский пехотный полк: (стоял в Мартинсберге и не участвовал в сражении)
  - 23-й Вирджинский пехотный полк:
  - 37-й Вирджинский пехотный полк: подполковник Джон Терри (р)
- Бригада Брэдли Джонсона
  - 21-й Вирджинский пехотный полк: кап. Паж
  - 42-й Вирджинский пехотный полк: кап. Роберт Уайтерс, кап. Гарретт
  - 48-й Вирджинский пехотный полк: кап. Джон Кендлер
  - 1-й вирджинский батальон: лейт. Чарльз Дэвидсон
- Бригада Уильяма Старка: (после ранения Джонса возглавил дивизию сдав бригаду Джессе Уильямсу)
  - 1-й Луизианский пехотный полк: подполковник Майкл Нолан (р), кап. Уильям Мур
  - 2-й Луизианский пехотный полк: полковник Джессе Уильямс
  - 9-й Луизианский пехотный полк: полковник Лерой Стаффорд, подполковник Уильям Пек
  - 10-й Луизианский пехотный полк: кап. Генри Моньер
  - 15-й Луизианский пехотный полк: полковник Эдмунд Пендлетон
  - Батальон Коппенса: кап. Альфред Коппенс

Дивизия генерал-майора Дэниеля Хилла
- Бригада Росвелла Рипли (р)
  - 4-й Джорджианский пехотный полк: полк. Джордж Долс, май. Роберт Смит (†), кап. Уильям Уиллис
  - 44-й Джорджианский пехотный полк: кап. Джон Кеу
  - 1-й северокаролинский пехотный полк: подполковник Гамильтон Браун
  - 3-й северокаролинский пехотный полк: полковник Уильям де Россет (р), майор Стивен Трастон (р)
- Бригада Роберта Родса
  - 3-й Алабамский пехотный полк: полковник Каллен Баттл
  - 5-й Алабамский пехотный полк: майор Эдвин Хобсон
  - 6-й Алабамский пехотный полк: полковник Джон Гордон (р), подполковник Джеймс Лайтфут (р)
  - 12-й Алабамский пехотный полк: кап. Такер (†), кап. Марони (р), кап. Адольф Проскауэр (р)
  - 26-й Алабамский пехотный полк: полковник Эдвард О'Нил (р)
- Бригада Самуэля Гарланда[9] (ком. полковник Дункан Макрей[англ.])
  - 5-й Северокаролинский пехотный полк: кап. Томас Гарретт
  - 12-й Северокаролинский пехотный полк: кап. Шуган Сноу
  - 13-й Северокаролинский пехотный полк: подполковник Томас Раффин (р), кап. Джозеф Хайман
  - 20-й Северокаролинский пехотный полк: полковник Альфред Иверсон
  - 23-й Северокаролинский пехотный полк: полковник Дэниель Кристи
- Бригада Джорджа Б. Андерсона; полковник Рисден Беннетт 
  - 2-й Северокаролинский пехотный полк: полковник Чарльз Тью (†), кап. Гидеон Робертс
  - 4-й Северокаролинский пехотный полк: полковник Брайан Граймс[10], кап. Уильям Марш (†), кап. Дениель Лэтхэм (†)
  - 14-й Северокаролинский пехотный полк: полковник Рисден Беннетт
  - 30-й Северокаролинский пехотный полк: полковник Френсис Паркер (р), май. Уильям Силлерс
- Бригада Габриеля Рейнса (под ком. Альфреда Колкитта)
  - 13-й Алабамский пехотный полк: полк. Биркетт Фрай (р), подполковник Уильям Беттс (р)
  - 6-й Джорджианский пехотный полк: подполковник Джеймс Ньютон (†), майор Филемон Трейси (†), лейт. Эуген Беннетт
  - 23-й Джорджианский пехотный полк: полковник Уильям Бэрклей (†), подполковник Эмори Бест (р), майор Джеймс Хаггинс (р)
  - 27-й Джорджианский пехотный полк: полковник Леви Смит (†), подполковник Чарльз Зэхри (р), кап. Уильям Рентфро
  - 28-й Джорджианский пехотный полк: май. Талли Грейбилл (р), кап. Неемия Гаррисон (р), кап. Джордж Уартен

### Кавалерия
Кавалерийская дивизия Джеба Стюарта:
- Бригада бригадного генерала Уэйда Хэпмптона
  - 1-й северокаролинский кавалерийский полк: полковник Лоуренс Бэйкер[англ.]
  - 2-й южнокаролинский кавалерийский полк: полковник Мэтью Батлер[англ.]
  - 10-й вирджинский кавалерийский полк:
  - Легион Кобба: подполковник Пирс Янг (р), майор Уильям Делони
  - Легион Джеффа Дэвиса: подполковник Уильям Мартин
- Бригада бригадного генерала Фицхью Ли:
  - 1-й Вирджинский кавалерийский полк: подполковник Люк Брайен
  - 3-й Вирджинский кавалерийский полк: подполковник Джон Торнтон (†),
  - 4-й Вирджинский кавалерийский полк: полковник Уильямс Уикхам
  - 5-й Вирджинский кавалерийский полк: полковник Томас Россер
  - 9-й Вирджинский кавалерийский полк
- Бригада Беверли Робертсона (под ком. полковника Томаса Манфорда):
  - 2-й Вирджинский кавалерийский полк: подполковник Ричард Беркс
  - 6-й Вирджинский кавалерийский полк
  - 7-й Вирджинский кавалерийский полк: кап. Самуэль Маерс
  - 12-й Вирджинский кавалерийский полк: полковник Эшер Харман
  - 17-й Вирджинский кавалерийский батальон
- Конная артиллерия Джона Пелхама:
  - Chew's Battery: кап. Престон Чью
  - Hart's Battery: кап. Джеймс Харт
  - Pelham's Battery: кап. Джон Пелхам

### Артиллерийский резерв
Командующий: бригадный генерал Уильям Пендлтон
- Батальон Томаса Брауна
  - Powhatan Artillery: кап. Уиллис Денс
  - Richmond  Howitzers, 2-я рота:  кап. Дэвид Уотсон
  - Richmond  Howitzers, 3-я рота: кап. Бенжамин Смит
  - Salem Artillery: кап. Абрахам Хапп
  - Williamsburg Artillery: кап. Джон Кок
- Батальон Эллена Каттса
- Батальон Хилари Джонса
- Батальон Уильяма Нельсона
- Дополнительные батареи: